# Castell Hohenzollern
El Castell Hohenzollern (alemany: Burg Hohenzollern [bʊʁk hoːənˈtsɔlɐn] ( escolteu-ho)) és la seu ancestral de la casa imperial dels Hohenzollern.  El tercer dels tres castells construïts al cim d'un turó al lloc, està situat al cim del mont Hohenzollern, per sobre i al sud de la ciutat coneguda com Hechingen, a la vora del Jura suau al centre de Baden-Württemberg, Alemanya.
El primer castell dalt de la muntanya es va construir a principis del segle XI. Al llarg dels anys, la Casa dels Hohenzollern es va dividir diverses vegades, però el castell va romandre en la branca de Suàbia, la dinastia dels grans de la branca cadet de Franconia-Brandenburg que més tard va adquirir el seu propi tron imperial. Aquest castell va ser completament destruït l'any 1423 després d'un setge de deu mesos per les ciutats imperials lliures de Suàbia.
El segon castell, una estructura més gran i sòlida, va ser construït entre 1454 i 1461, que va servir de refugi als Hohenzollerns suabis catòlics, fins i tot durant la Guerra dels Trenta Anys. A finals del segle XVIII es pensava que havia perdut la seva importància estratègica i poc a poc es va anar deteriorant, provocant l'enderrocament de diversos edificis quedant parcialment ruïnes.
El tercer, i actual, castell va ser construït entre 1846 i 1867 com a memorial familiar pel rei Frederic Guillem IV de Prússia descendent dels Hohenzollern. L'arquitecte Friedrich August Stüler va basar el seu disseny en l'arquitectura neogòtica anglesa i els castells de la vall del Loira. Cap membre de la família Hohenzollern va romandre en residència permanent o regular un cop acabat de completar, i cap dels tres emperadors alemanys de l'Imperi alemany de finals del segle XIX i principis del XX va ocupar mai el castell; el 1945 es va convertir breument en la llar de l'antic príncep hereu Guillem d'Alemanya, fill de l'últim monarca Hohenzollern, el kaiser Guillem II.
Entre els artefactes històrics de la història de Prússia continguts al castell hi ha la Corona de Guillem II, alguns dels efectes personals del rei Frederic el Gran i una carta del president dels Estats Units George Washington agraint al parent Hohenzollern el baró von Steuben pel seu servei a la Guerra d'Independència dels Estats Units.

## Geografia

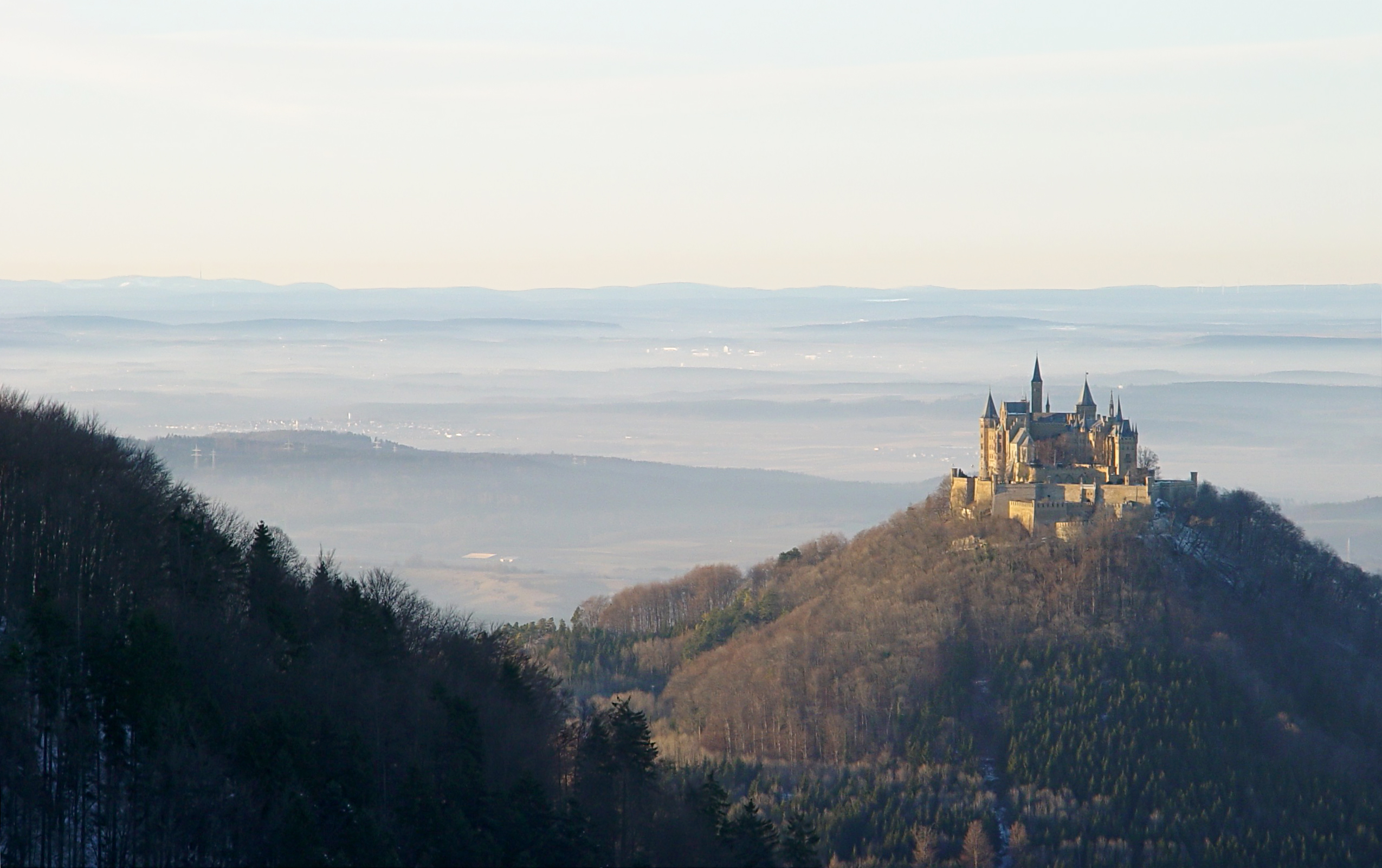
Vista del castell i el camp dels voltants des de l'Albtrauf

El castell Hohenzollern és un castell situat al cim d'un turó a la muntanya Hohenzollern, un promontori aïllat del Jura suau 855 metres (2,805 ft) (NHN) sobre el nivell del mar, 234 metres (768 ft) per sobre i al sud de Hechingen, Alemanya, a uns 50 quilometres (31 mi) al sud de Stuttgart, capital de Baden-Württemberg.
Aquesta muntanya dona nom a la regió geogràfica local, der Zollernalbkreis, i és coneguda entre els locals com a Zollerberg (muntanya de Zoller), o simplement Zoller .

## Història

### Primer i segon castells
Només hi ha constància escrita del castell original construït a l'alta edat mitjana, construït pels comtes de Zollern. Tot i que la pròpia Casa de Hohenzollern troba la seva primera menció l'any 1061,  el castell s'esmenta per primera vegada com a "Castro Zolre" l'any 1267, sense cap menció del castell més enllà del seu nom, tot i que fonts contemporànies l'elogiaven com el " corona de tots els castells de Suàbia”. El 1423 el castell va ser totalment destruït després d'un any de setge per part de la Lliga Suabia de Ciutats .
La construcció d'un segon castell més fort va començar el 1454. Va ser capturat per les tropes de Württemberger el 1634 a mig camí de la Guerra dels Trenta Anys (1618–1648), després va caure sota el control dels Habsburg durant aproximadament un segle. Durant la Guerra de Successió austríaca (1740–1748) va ser ocupada l'hivern de 1744/45 pels soldats francesos. Tornat al control dels Habsburg després de la guerra, poques vegades va ser ocupat i va començar a caure en ruïnes després que l'últim propietari austríac abandonés el castell el 1798. A principis del segle XIX només quedava utilitzable la capella de Sant Miquel.

### Tercer castell

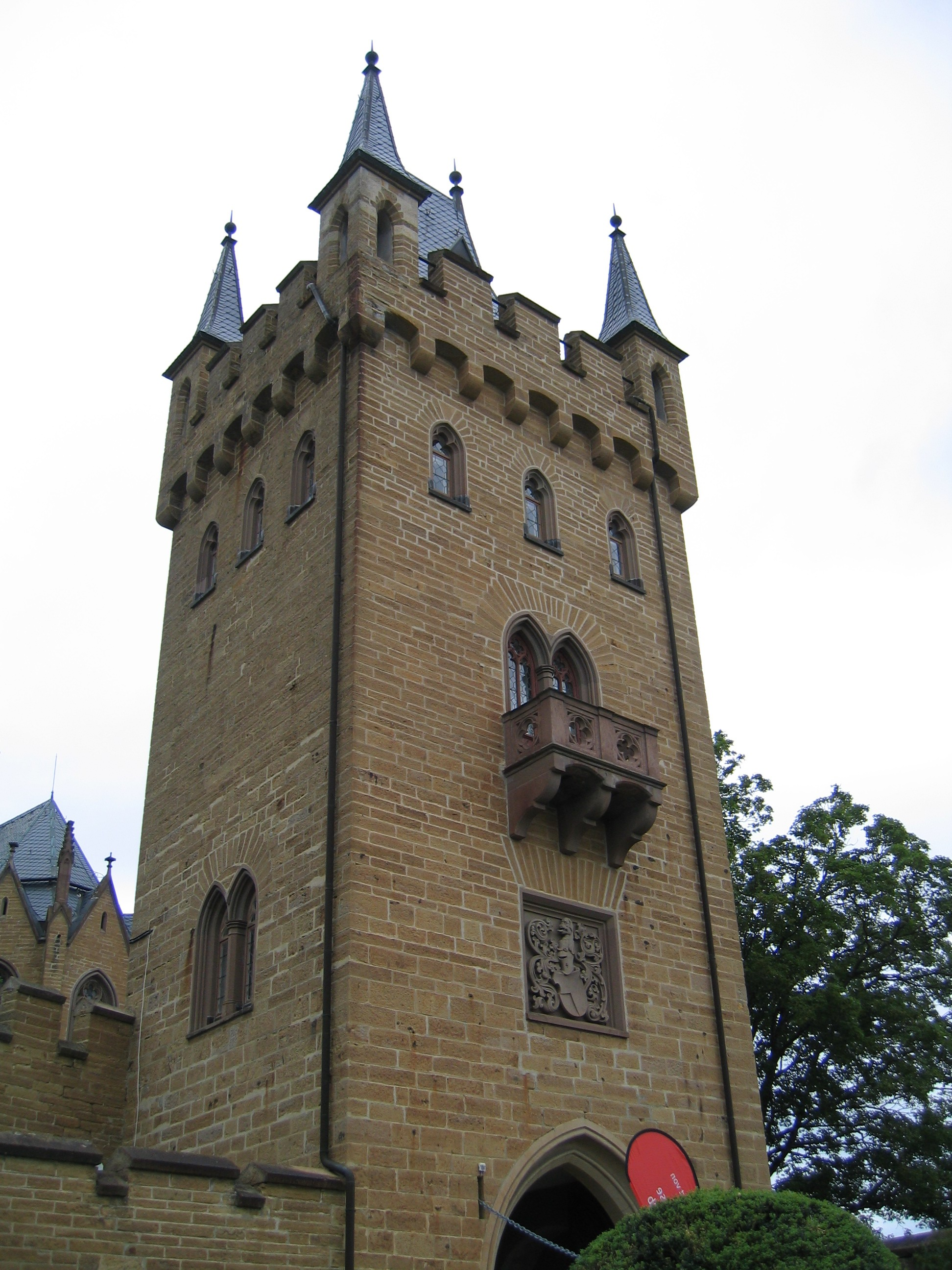
Torre de la porta

El castell actual va ser construït pel descendent de Hohenzollern, el príncep hereu Frederic Guillem IV de Prússia. Viatjant pel sud d'Alemanya de camí cap a Itàlia el 1819, va voler conèixer les arrels de la seva família, així que va pujar al cim del mont Hohenzollern. Escriuria el 1844 com a rei:
| « | El record de l'any [18]19, per a mi és molt bonic, i com un somni preciós, sobretot la posta de sol que vam veure des d'un dels baluards del castell. […] Ara és un desig, un somni de [la meva] joventut, veure de nou el castell de Hohenzollern fet habitable. | » |

Va contractar a Friedrich August Stüler, que havia estat nomenat arquitecte del rei per a la reconstrucció del castell de Stolzenfels el 1842 mentre encara era estudiant i hereu de Karl Friedrich Schinkel, per dissenyar un nou castell. Stüler va començar a treballar en un disseny ornamentat influenciat per l'arquitectura neogòtica anglesa i els castells de la vall del Loira el 1846. L'impressionant portal és obra de l'Enginyer-Oficial Moritz Karl Ernst von Prittwitz, considerat el principal enginyer de fortificacions de Prússia. Les escultures al voltant i dins del castell són obra de Gustav Willgohs. Igual que el castell de Neuschwanstein a Baviera, el castell de Hohenzollern és un monument al romanticisme alemany que incorporava una visió idealitzada del castell d'un cavaller medieval. A falta d'alguns dels elements fantàstics i dels excessos de Neuschwanstein, la construcció del castell va servir per millorar la reputació de la família reial prusiana.
La construcció va començar el 1850, i va ser finançada íntegrament per les línies Brandenburg-Prussian i Hohenzollern-Sigmaringen de la família Hohenzollern. La construcció es va acabar el 3 d'octubre de 1867, sota el rei Guillem I, germà de Frederic Guillem IV.
Després de la reconstrucció del castell, no es va ocupar habitualment, sinó que es va utilitzar principalment com a peça d'espectacle. Cap dels Kaisers Hohenzollern de l'Imperi Alemany hi vivia; només l'últim príncep hereu prussià Guillem es va quedar durant diversos mesos després de la seva fugida de Potsdam per davant de les forces de l'exèrcit soviètic durant els últims mesos de la Segona Guerra Mundial. Ell i la seva dona , la princesa heredera Cecilia, estan enterrats allà, ja que les finques de la família a Brandenburg havien estat ocupades per la Unió Soviètica en el moment de la seva mort.
A partir de 1952, el príncep Lluís Ferran de Prússia va començar a afegir valuoses obres d'art i records prussians de les col·leccions de la família Hohenzollern i de l'antic Museu Hohenzollern a Schloss Monbijou. Dues de les peces principals són la Corona de Guillem II i un uniforme que va pertànyer al rei Frederic el Gran. Des de 1952 fins a 1991, les arquetes de Frederic Guillem I i el seu fill Frederic el Gran estaven a la capella, però es van traslladar de nou a Potsdam després de la reunificació alemanya el 1991.
El castell va ser danyat en un terratrèmol el 3 de setembre de 1978, i va estar en reparació fins a mitjans dels anys noranta.

### Avui

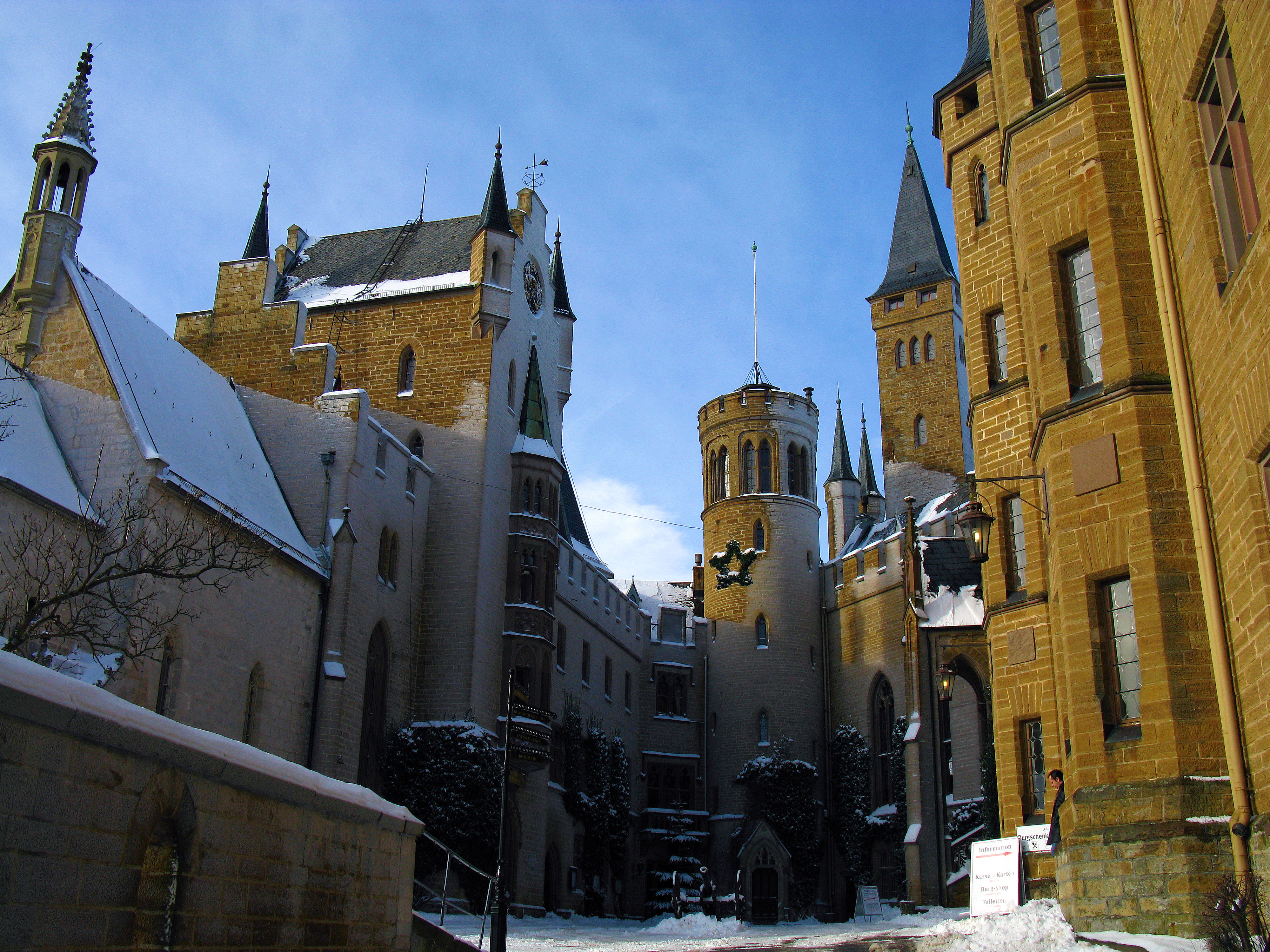
Pati central

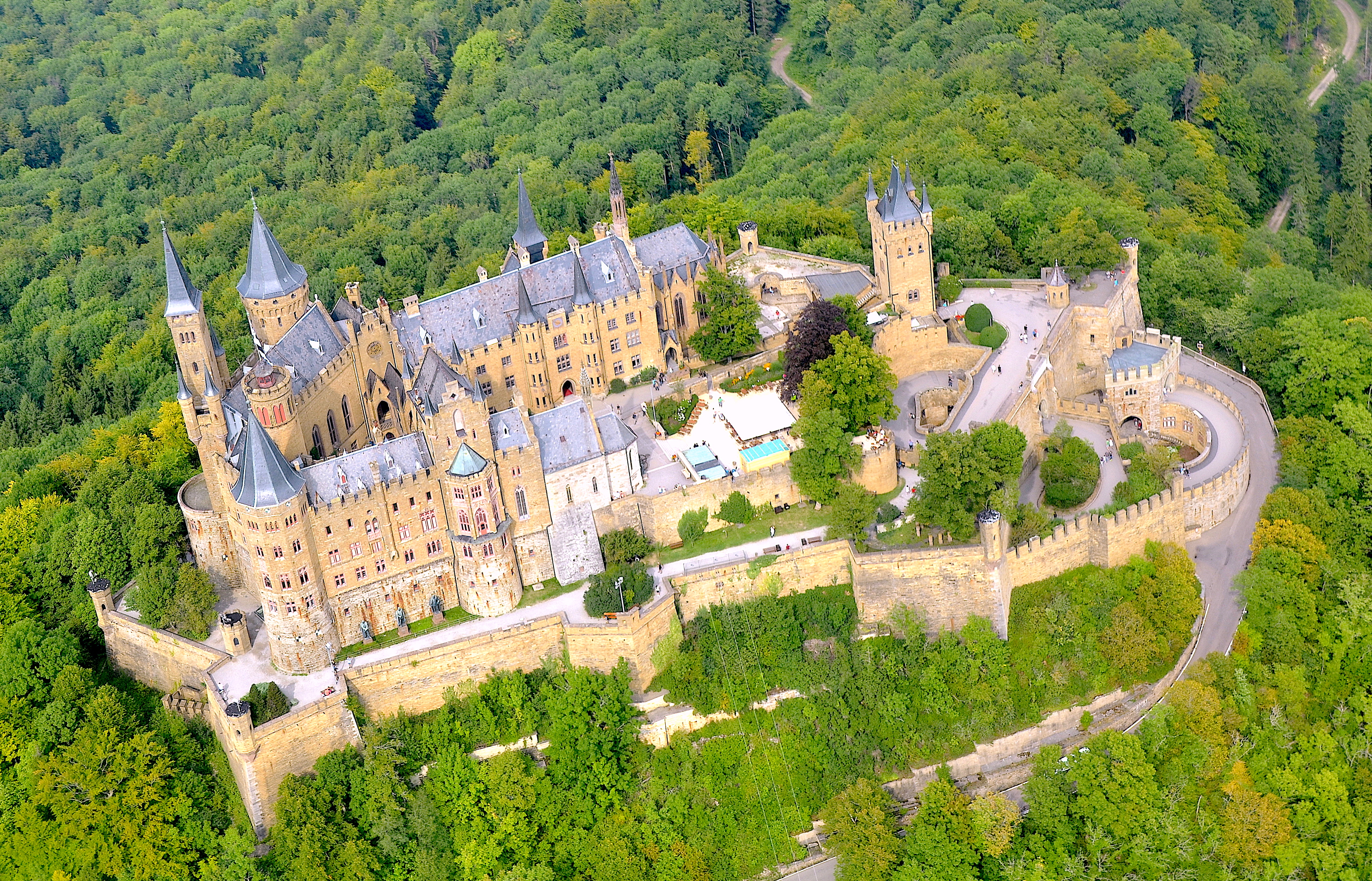
Vista aèria del Castell (2017)

Amb més de 350.000 visitants a l'any, el castell de Hohenzollern és un dels castells més visitats d'Alemanya. El castell és propietat privada de la casa dels Hohenzollern, amb dos terços pertanyents a la branca de Brandenburg-Prussiana, i la resta a la branca de Suabia.

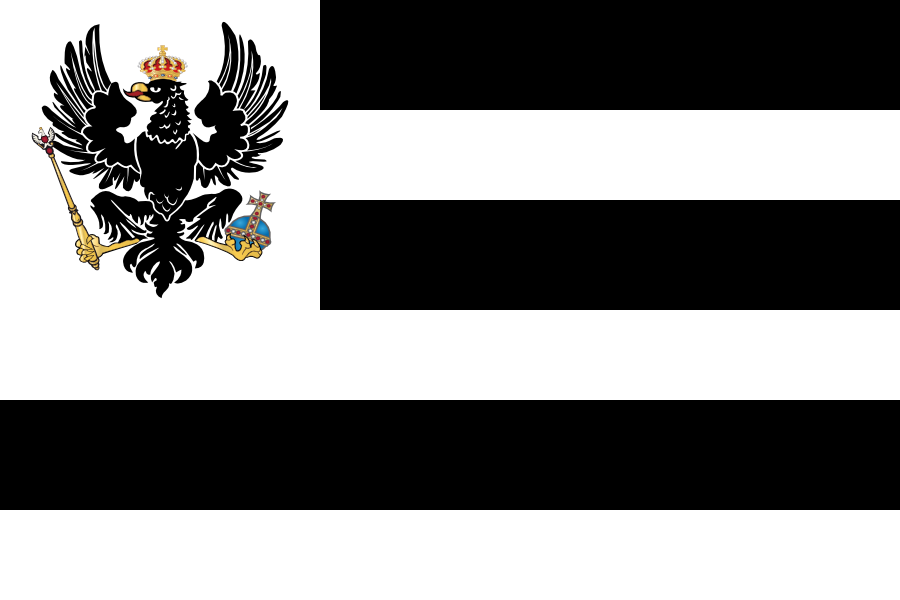
Bandera de Hohenzollern-Sigmaringen

Des de 1952, la Fundació Princesa Kira de Prússia utilitza el castell com a casal d'estiu anual per a nens. Sempre que el príncep Jordi i la seva família s'allotgen al castell, la bandera prusiana oneja sobre el castell, mentre que la bandera de Hohenzollern-Sigmaringen és utilitzada pels suabis.
El 2015, parts de la pel·lícula de terror i thriller del 2016 A Cure for Wellness es van rodar al castell, tancant-lo del 13 al 24 de juliol de 2015. El castell de Hohenzollern i el castell de Peckforton a Anglaterra també es van utilitzar en el rodatge de l'adaptació televisiva del 2017 de The Worst Witch.

## Tombes
- Guillem, príncep hereu alemany
- Duquessa Cecilia de Mecklenburg-Schwerin[3]
- Gran duquessa Kira Kirillovna de Rússia, al cementiri del castell
- Louis Ferdinand, príncep de Prússia, al cementiri del castell
- Princesa Kira de Prússia, al cementiri del castell
- El príncep Hubert de Prússia, al cementiri del castell
- Princesa Alexandrina de Prússia (1915–1980), al cementiri del castell
- Príncep Oskar de Prússia
- Comtessa Ina Marie von Bassewitz
- Princesa Magdalena Reuss de Köstritz
- Príncep Frederic de Prússia
- Michael Prinz von Preussen